# Meiolania
Meiolania byl rod suchozemských želv, který obýval Austrálii a Zélandii od středního miocénu, izolovaná populace na Nové Kaledonii existovala ještě přede dvěma tisíci let a vyhynula po příchodu člověka na ostrov; želva patřila pravděpodobně k lovným zvířatům příslušníků lapitské kultury.
Meiolania dosahovala délky až 2,5 metru a vážila přes 500 kilogramů, po druhu Megalochelys atlas byla největší suchozemskou želvou všech dob. Lebka byla masivní a hrbolatá, s dvěma výraznými rohy, dosahovala šířky až 60 cm, takže ji želva nemohla zatáhnout pod krunýř. Meiolania měla silný ocas opatřený ostny, který sloužil jako zbraň. Byla obyvatelem deštných lesů, předpokládá se, že byla převážně masožravá.
Fosilní pozůstatky této želvy nalezl jako první na Ostrově lorda Howa v roce 1886 Richard Owen. Pojmenoval živočicha Meiolania (řecky „menší tulák“), protože ho považoval ze menšího příbuzného Megalanie (později přejmenované na Varanus priscus); až podle dalších nálezů se zjistilo, že nešlo o ještěra, ale o želvu.